# Fuente el Sol
Fuente el Sol – gmina w Hiszpanii, w prowincji Valladolid, w Kastylii i León, o powierzchni 20,95 km². W 2011 roku gmina liczyła 207 mieszkańców.